# Björgvin Björgvinsson
Pour les articles homonymes, voir Björgvinsson.
Björgvin Björgvinsson, né le 11 janvier 1980 à Dalvík, est un skieur alpin islandais s'illustrant notamment en slalom. 

## Biographie
Actif dans les courses FIS en 1996, il se place notamment douzième du slalom géant aux Championnats du monde junior 1998 à Megève.
Il fait ses débuts dans la Coupe du monde en février 2000 au slalom géant de Todtnau, avant de prendre part à son premier championnat du monde en 2001 à Sankt Anton. Il parvient à obtenir deux résultats aux Championnats du monde sur le slalom : en 2003 à Saint-Moritz, il est 35e et en 2005 à Bormio, il est 28e. À partir de la saison 2004-2005, où il obtient une cinquième place en Coupe d'Europe en slalom indoor, Björgvinsson court de manière régulière dans la Coupe du monde, résultant avec de multiples abandons notamment, avant de se qualifier pour sa première seconde manche en janvier 2009, à Zagreb, où il se classe finalement 25e du slalom. Un an plus tard jour pour jour, il revient en deuxième manche au même lieu, pour améliorer d'une place se classement.
Il est le porte-drapeau de l'Islande lors de la cérémonie d'ouverture des Jeux olympiques d'hiver de 2010. Lors de ces jeux, il finit 43e du slalom géant, discipline dans laquelle il rallie pour la première fois l'arrivée en grand championnat.
L'Islandais dispute sa dernière compétition majeure aux Championnats du monde 2011 à Garmisch-Partenkirchen.

## Palmarès

### Jeux olympiques d'hiver
| Épreuve / Édition | Salt Lake City 2002 | Turin 2006 | Vancouver 2010 |
| Slalom            | Abandon             | 22e        | Abandon        |
| Slalom géant      | Abandon             | Abandon    | 43e            |

### Championnats du monde
| Épreuve / Édition | Sankt Anton 2001 | Saint-Moritz 2003 | Bormio 2005 | Åre 2007 | Val d'Isère 2009 | Garmisch-Partenkirchen 2011 |
| Slalom géant      | Abandon          | Disqualifié       | Abandon     | Abandon  | Abandon          |                             |
| Slalom            | Abandon          | 35e               | 28e         | Abandon  | Disqualifié      | Abandon                     |

### Coupe du monde
- Meilleur classement général : 141e en 2010.
- Meilleur résultat : 24e.

| Saison/Classement | Général | Général | Slalom | Slalom |
| Saison/Classement | Class.  | Points  | Class. | Points |
| ----------------- | ------- | ------- | ------ | ------ |
| 2009              | 142e    | 6       | 61e    | 6      |
| 2010              | 141e    | 7       | 56e    | 7      |